# Oflag IV-D
L'oflag IV-D est un camp d'officiers prisonniers de guerre essentiellement français, de 1940 à 1945 en Allemagne. Il était situé sur le territoire de la commune d'Elsterhorst (Nardt), à 50 km au nord-est de Dresde et 4 km de la petite ville d'Hoyerswerda en Saxe, à la limite de la Silésie. 

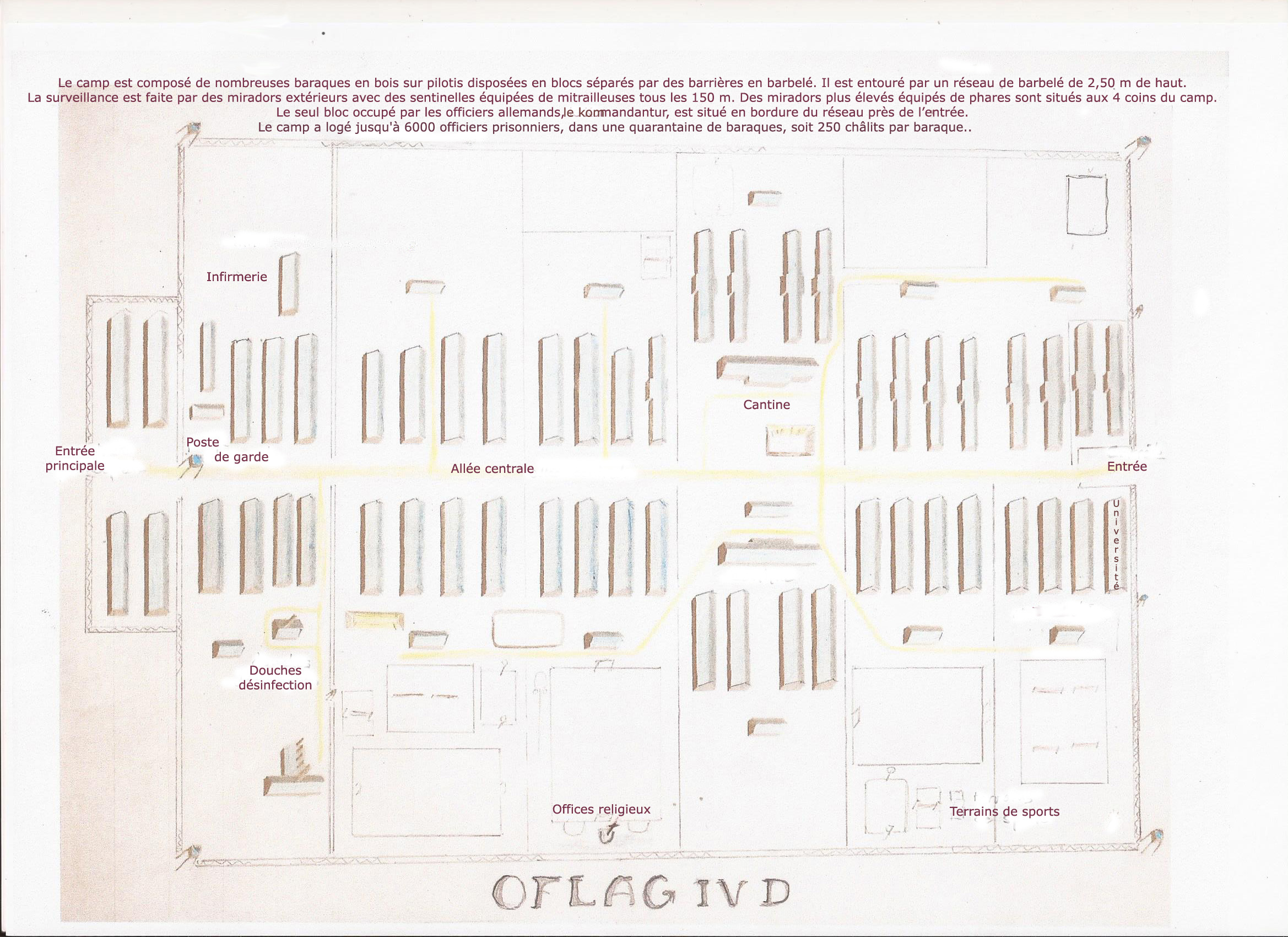
Plan de l'oflag IV D : cliquer pour l'agrandir et lire les légendes

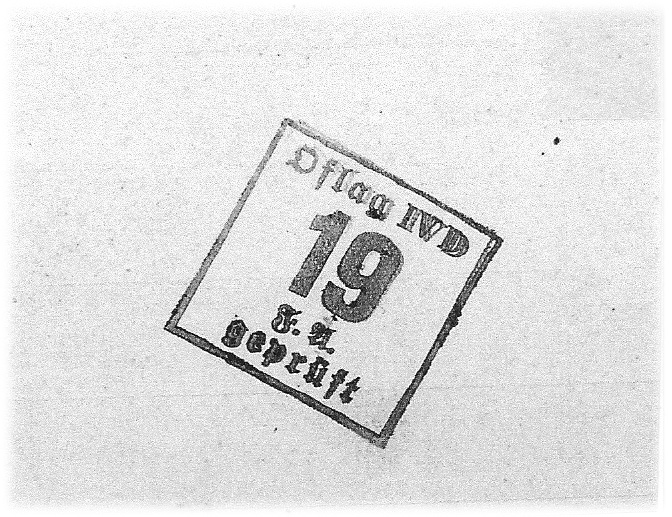
Tampon de l'Oflag IV D

## Effectifs
Le camp est constitué de 10 blocs, de 4 baraques chacun.
L'effectif du camp varie entre 5 437 prisonniers (officiers et leurs ordonnances) en juin 1940, 4 054 en 1943 et 5 992 en janvier 1945. En raison des bombardements de Dresde, les autorités allemandes firent évacuer le camp du 17 au 19 février 1945. Certains prisonniers restés à Elsterhorst et Zeithain ont été libérés par l'armée soviétique entre le 19 et le 22 avril et rapatriés par Odessa.

## Activités

### Théâtre

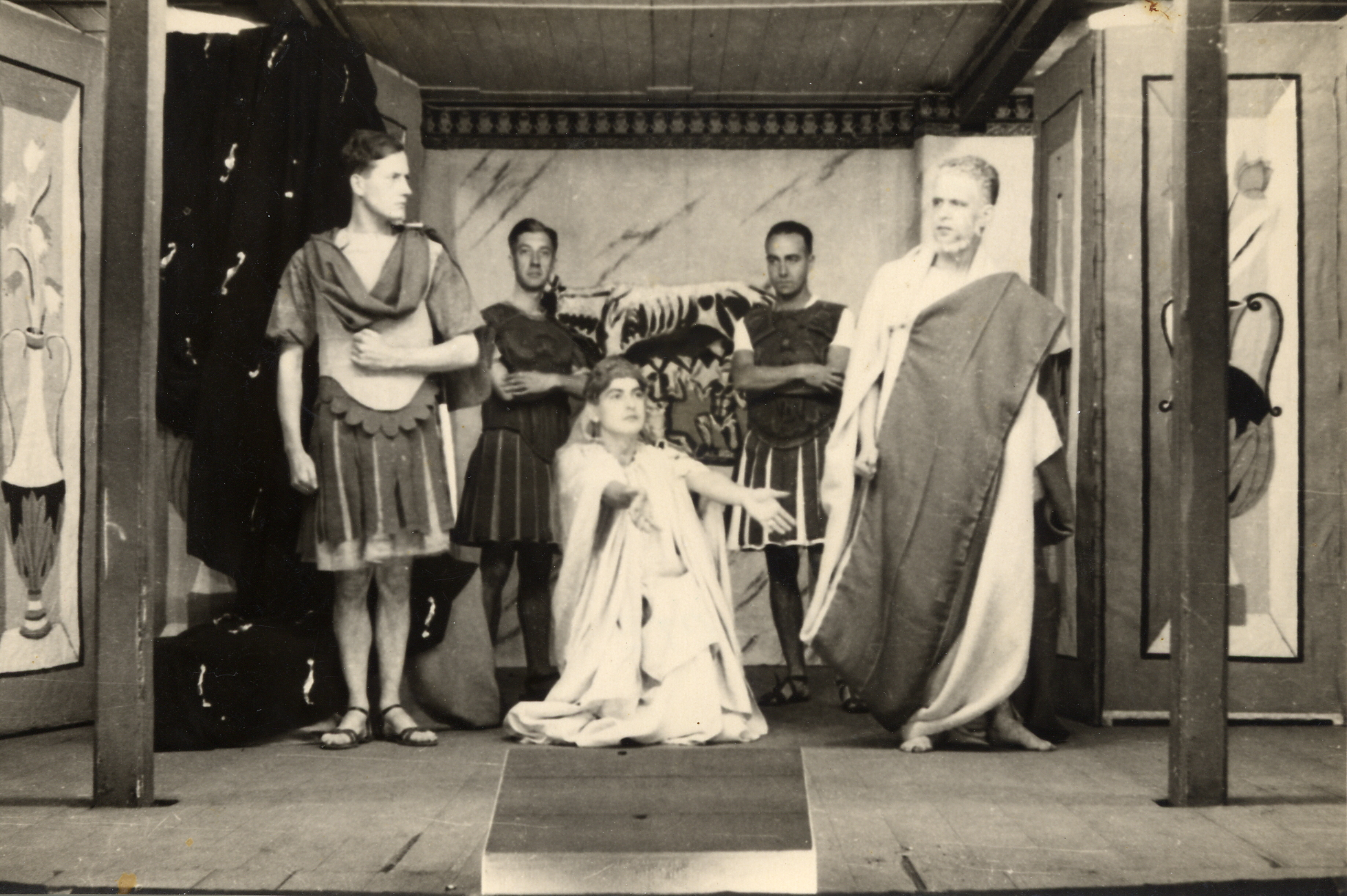
Jean Sicurani joue Pauline dans Polyeucte (septembre 1941)

Les prisonniers désœuvrés de l'Oflag IV-D montèrent une troupe de théâtre extrêmement active : son atelier réalisa plus de 1 500 costumes pour un millier de représentations d'environ 80 pièces différentes, par exemple Œdipe-roi (1937) de Jean Cocteau, Knock (1923) de Jules Romains, Le Médecin malgré lui (1666) de Molière, Polyeucte (1642) de Pierre Corneille…

### Faculté libre, cours et conférences
Le camp compte 485 membres de l'enseignement, dont pour l'enseignement public, 4 du supérieur, 64 du secondaire public (dont 27 agrégés). Pendant toute la durée de la guerre, selon l'annuaire des anciens de l'Oflag IV-D, vont passer dans le camp 24 enseignants du supérieur (dont les professeurs du Grand séminaire), 163 professeurs du secondaire, 12 professeurs d'écoles normales, 20 d'EPS, 58 du technique, 5 d'éducation physique, 1 de musique, 1 de dessin, 7 inspecteurs de l'Enseignement primaire, 53 directeurs d'écoles primaires, 664 instituteurs, 3 archivistes, 1 architecte et 110 étudiants.
Le normalien Jean Guitton et le frère dominicain Yves Congar organisèrent une véritable faculté libre donnant des cours et des conférences régulières sur tous les sujets scientifiques, techniques, anthropologiques (préhistoire), historiques, théologiques.

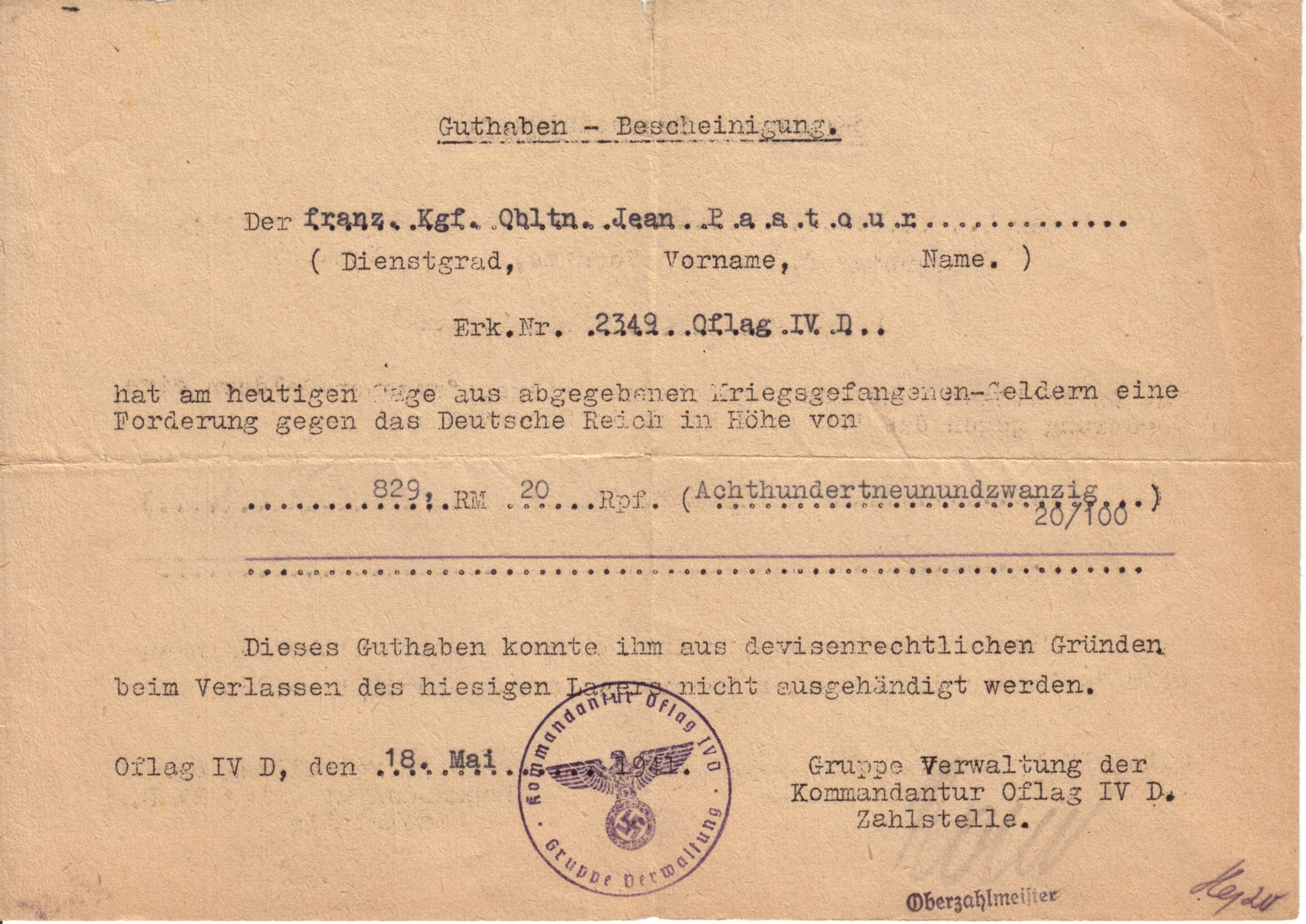

Une formation d'éducation populaire était aussi donnée avec des manuels qui étaient imprimés sur place.

### Scoutisme

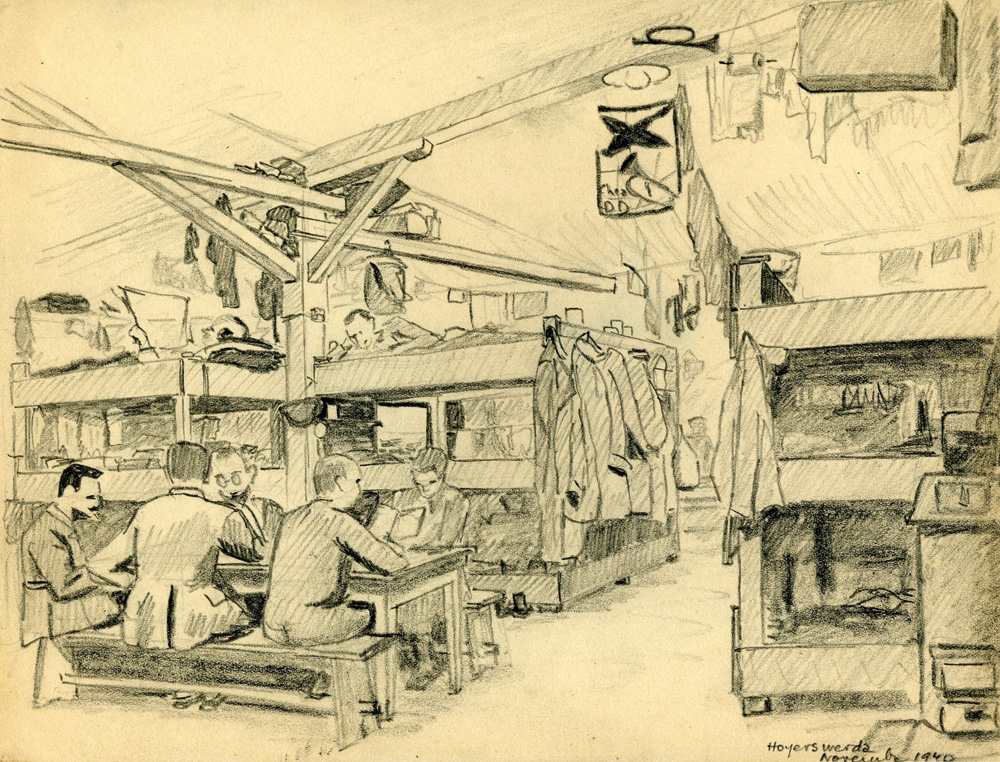
La vie dans les baraques de l'Oflag IV D. (dessin réalisé par E.Arnaud au cours de sa captivité)

Dès leur arrivée à l'OFLAG IV D en juin 1940, les officiers adeptes du scoutisme se regroupent spontanément. Plusieurs troupes sont constituées selon les différents mouvements : Éclaireurs de France (Eugène Arnaud, Maurice Bayen), Éclaireurs unionistes et Scouts de France (Paul Froger, Pierre Roux).
À partir de 1941, le recrutement est organisé avec l'objectif de faire connaître les méthodes du scoutisme et de former de futurs chefs pour l'après-guerre. Près de 400 officiers prisonniers se rassemblent ainsi et participent aux formations, aux réunions, à différentes activités spécifiques. Les autorités du camp font appel à eux dans de nombreuses occasions car ils sont responsables et organisés.
Les ateliers, les « popotes », les préparations d'évasions, l'organisation de spectacles de marionnettes et de fêtes ainsi que les relations d'amitié qui en découlent leur permettent de rendre la captivité moins douloureuse.

### Société archéologique
L'enseignement de Préhistoire rassemble plus de 200 inscrits, possède une bibliothèque et obtient du commandant du camp l'autorisation d'explorer le sol de la forêt environnante où il découvre un certain nombre de sites qui sont explorés méthodiquement par les prisonniers. Un musée est créé dans le camp. Ce groupe est en correspondance avec le milieu scientifique, il édite des rapports et même un bulletin.

### Géographie
Un groupe de neuf officiers, ingénieurs géographes ou passionnés de montagnes, entreprennent de réaliser une maquette en trois dimensions du massif de l'Oisans sous la direction du lieutenant Richarme. Ils sont parvenus à se procurer des cartes d'état-major du massif et à l'aide d'un pantographe, de terre glaise, de plâtre de moulage et de papier mâché, ils réalisent cette maquette au 1/20 000e. Coloriée de façon réaliste, elle mesure deux mètres de côté. Au terme de sept mois de travail, elle est présentée en novembre 1943 aux autres prisonniers. Après la guerre, la maquette est rapportée à l'Institut Géographique National, puis exposée à la Maison du parc national des Écrins.

## Évasions

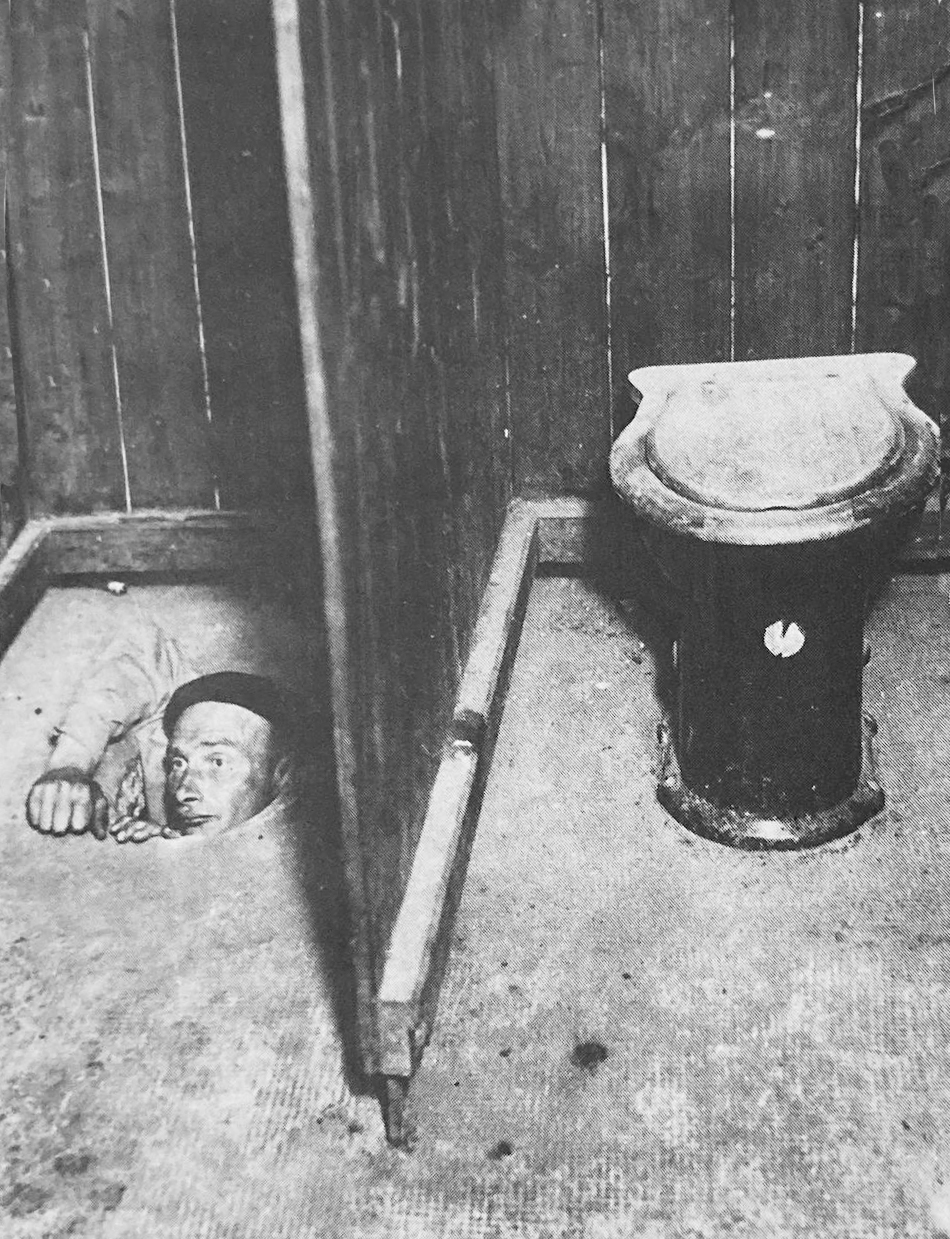
Entrée de la fosse d'aisance depuis laquelle le souterrain partait

### Évasions réussies
Le samedi 29 mars 1941, 24 officiers (Bouteiller, Moura, Damidoux, Menon, Colonel Jacques Guth) s'évadent par un tunnel creusé depuis la baraque 38. Seuls sept ou huit ont pu réussir à gagner la France (le capitaine Heloire, le lieutenant de Castries, le lieutenant Aouach, deux officiers de Lyon, le lieutenant George Marcel, le colonel Menon, le colonel Monne).
Le 14 octobre 1941, une trentaine d'officiers (dont Albert Lautman, Maurice Bayen et Christian Mégret de Devise, Compagnon de la Libération, s'échappent grâce à un tunnel creusé sous les barbelés, à partir de la baraque 35.
Le 10 décembre 1941, 14 prisonniers s'évadent.

### Évasion ayant échoué
Le « souterrain des chiottes » demanda un travail en équipe à l'échelle industrielle : 140 officiers dont un colonel d'artillerie y participeront. Après plusieurs mois d'efforts le souterrain d'une longueur de 120 m, débouchait hors du camp à environ 70 m de la clôture de barbelés. Mais au moment d'ouvrir le tunnel vers la liberté ils se trouvèrent face à face avec toute une compagnie allemande, mitrailleurs et fusils en batterie.
 
(Sous la direction du lieutenant Paul du Gardin  dit « Popol » et sur une brillante idée de son groupe : Les lieutenants Léonce Petitcolin, Christian Courmes et les Chasseurs alpins Jean-Paul Bugault, Jean Vial).

## Libération
En raison du bombardement de Dresde qui a eu lieu du 13 au 15 février 1945, les autorités allemandes ont fait évacuer le camp entre le 17 et le 19 février.
600 officiers malades ou inaptes à la marche restèrent à Elsterhorst et Zeithain avec des médecins prisonniers français et seront libérés par l'armée soviétique entre le 19 et le 22 avril et rapatriés par Odessa après un périple de deux mois à travers l'Allemagne et l'U.R.S.S.
Les autres, par détachements de 400 à 800 hommes ont été acheminés, à pied en direction de l'ouest :
- La majorité d'entre eux furent amenés à l'oflag de Colditz, oflag IV-C ou dans ses environs (Nerchau[17], etc.). Certains y resteront jusqu'à la libération du camp par les troupes alliées le 14 et 15 avril 1945, d'autres seront redéplacés au camp de Zeithain[17] au bord de l'Elbe au Nord de Riesa, où ils seront libérés par l'armée russe le 23 avril 1945. Certains parviennent à s'échapper tels le lieutenant Joseph Belle.
- Une colonne fut amenée au camp de la forteresse de Königstein - l'oflag IV-B - libéré par les Russes à la capitulation de l'Allemagne le 8 mai 1945.
- Une autre partie des officiers resta cantonné à Lunzenau, d'autres à Benndorf près de Frohburg (bloc VII) et enfin une autre partie fut libérée à Errenhaide près de Burgstädt le 14 avril 1945.

Tous ont fait entre 150  et   170 kilomètres à pied dans les plus effroyables conditions pour être parqués dans des lieux de fortune, salle des fêtes, gymnases, théâtres, sans eau, ni électricité, ni toilette, dormant sur la paille ou par terre, affamés et au désespoir de revoir un jour les leurs après cinq ans passés dans des camps de prisonniers.
Leur libération fut souvent endeuillée par les combats entre les nazis et les Alliés, notamment Soviétiques, mais parfois ils furent pris pour cible par leurs libérateurs qui ignoraient qu'ils tiraient sur un camp de prisonniers.

## Après la guerre
À partir de 1944, les autorités françaises confieront à Christiane Faure la mise en place d'une Éducation populaire, qui deviendra le ministère de la culture, et dont les premiers membres seront en partie issus du camp Oflag IV-D[réf. souhaitée].

## Prisonniers notables
- Raymond Abellio[18] (1907-1986), écrivain.
- François Anus (1897-1958), architecte, libéré en 1941 au titre d'ancien combattant et père de 3 enfants.
- Eugène Arnaud (1905-1988)[19],[20], Ingénieur, futur chef de camp du Jamboree de la Paix en 1947.
- Jacques Arnold (1912-1995), écrivain.
- André Arthus-Bertrand (1885-1982), grand-père de Yann Arthus-Bertrand
- Pierre Barbier, (1910-1971), Directeur Général de l'Union Commercial à Meaux (77), Officier de renseignements.
- Maurice Bayen (1902-1974), évadé en octobre 1941, physicien.
- Pierre Birot[21] (1909-1984), géographe.
- Gratien Biscar (1904-2002), professeur de philosophie
- René Bondoux (1905-2001), escrimeur.
- Raymond Bour[2] (1905-1971), chansonnier et acteur.
- Louis Bousigues (1914-1979), prêtre.
- Rémy Boutavant[22] (1911-1979), Député de Saône et Loire (1946-58), Instituteur.
- Patrice de Butler (1912-1948), tué en Indochine, et Patrick de Butler, 28e lord Dunboyne (1917-2004), futur juge à la Cour Suprême.
- Paul Colline[23],[2] (1895-1991), chansonnier et acteur.
- Père Yves Congar (1904-1995), dominicain.
- Corrège Jean-Baptiste (1911-2006), officier d'active, évadé, repris. sera transféré à l'Oflag XVII -A dont il s'évadera. Se mettra à la disposition de l'Armée pour reprendre le combat jusqu'au front de Lorient[réf. nécessaire]
- Jean Pastour (1903-1993)
- Camille Jacquenod (1906-1971)[24] (le site indique à gauche stalag IV-B, mais le scan du document original à droite montre oflag IV-D, comme sur un album photo familial), Directeur national du Comité fond FFS et des Equipes de France de 1947 à 1968[25],[26]

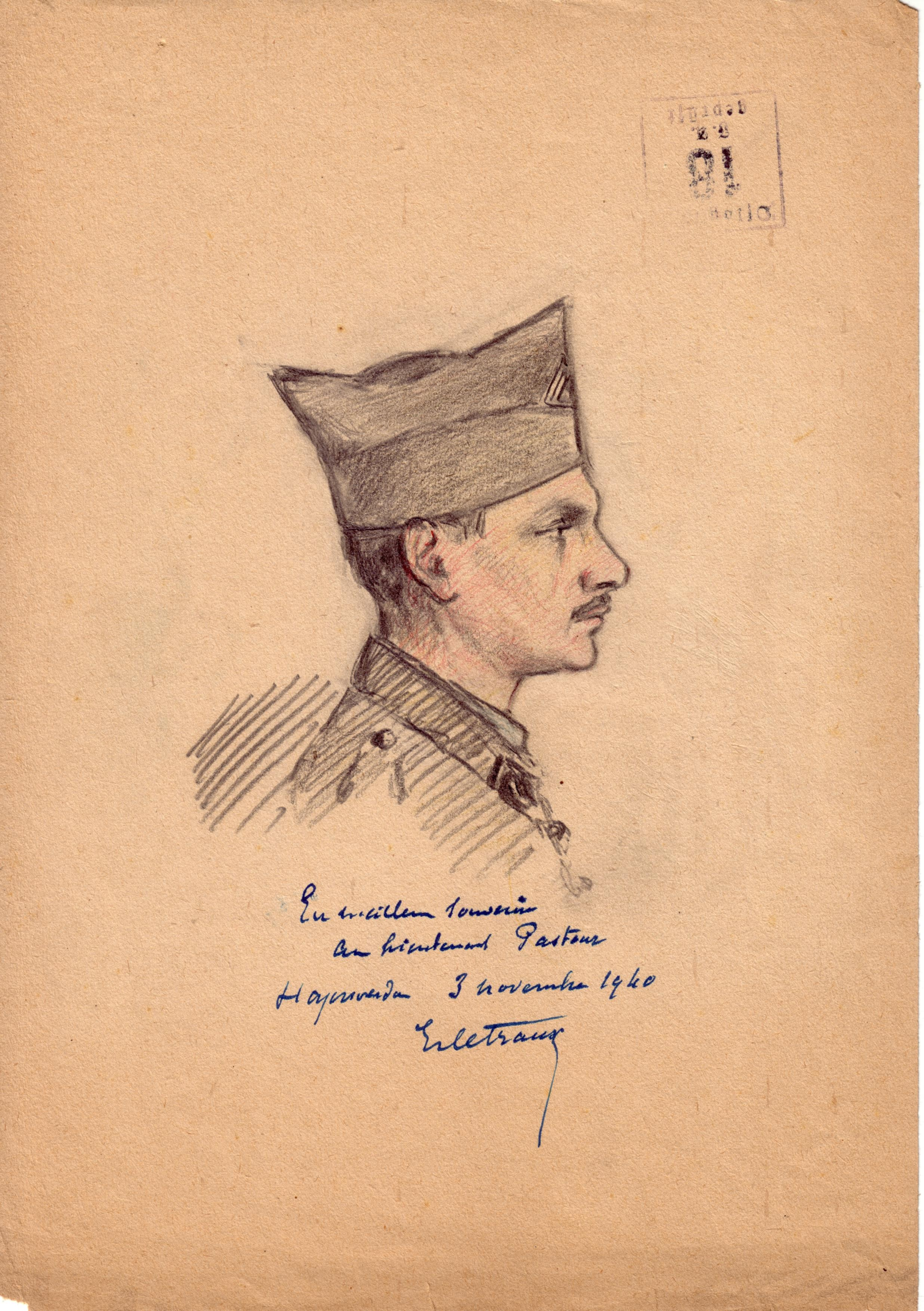

- Jean-René Debrix[2]
- Jean Defradas[27] (1911-1974), helléniste.
- Georges Delance[2], auteur dramatique.
- Pierre Demargne[21] (1903-2000), historien.
- Paul Derenne (1902-1997)
- Eugène Detape, philosophe.
- Pierre Duquet (pcd), peintre picard.
- Jacques Eynaud de Faÿ (1908-2009), frère de Jean (1907-1992), commandant des FFI du Maine-et-Loire, amiral.
- François Faure (1897-1982), évadé en novembre 1940, résistant.
- Jacques Fauvet (1914-2012), journaliste.
- Fernand François (1900-1991), écrivain.
- Pierre Frédérix[2] (1905-1998), journaliste et écrivain.
- Pierre Froumenty[2], basse de l'opéra.
- Louis Poirier, dit Julien Gracq, (1910-2007), écrivain, libéré en février 1941 pour raison de santé.
- Michel Grollemund (1914-2001), Préfet
- Julien Guey.
- Jean Guitton (1901-1999), philosophe.
- Bernard Guyon[28],[21] (1904-1975), professeur de littérature, spécialiste de Balzac.
- Jean Grandry (1912-1999), colonel (Génie)
- Armand Hoog[29].
- Jean Huerre (1915-2016), en religion frère Denis, abbé de l'abbaye de la Pierre-qui-Vire (1952-1977)[30],[31].
- Max Ingrand[32] (1908-1969), maître-verrier.
- Yves Jolly (1917-2006), ingénieur général de première classe (général de division), commandant de l’ESAM (Bourges).
- Conrad Kilian (1898-1950), géologue, libéré en 1941 au titre d'ancien combattant.
- Michel Labrousse[33] (1912-1988), historien.
- Roger de Lafforest[2] (1905-1998), journaliste et écrivain.
- Pierre de Lamothe-Dreuzy (1914-1996), secrétaire général du Conseil constitutionnel [34]du 11 5 1962 au 25 4 1983, conseiller d’État.
- Jacques de La Vaissière de Lavergne[17] (1915-2001).
- Patrice de La Tour du Pin (1911-1975), poète.
- Abbé René Laurentin[35] (1917-2017), mariologue.
- Albert Lautman (1908-1944), mathématicien, évadé en 1941, résistant, fusillé.
- Jean-Charles Legrand (1900-1982), avocat[36]
- Pierre Lelong (1908-1984), peintre.
- Pierre-Louis Mallen (1909-2004), journaliste.
- Henri Marion (1907-1988)[37], conseiller municipal de Rennes de 1965 à 1977.
- Pierre Marquet[2], metteur en scène.
- Robert Mazet[38] (1903-1991), mathématicien.
- Christian Mégret de Devise (1908-1986), Général de Brigade, Compagnon de la Libération.
- Yves Miossec (1907-2001), écrivain de langue bretonne.
- Louis Moulinier.
- André Payan (1913-1984), professeur diplômé de l'ENSET et journaliste, futur expert du BIT-ONU.
- Marcel Prenant (1893-1983), biologiste, libéré en 1941 au titre d'ancien combattant.
- Tristan Richepin (1909-1996), acteur, parolier et chansonnier[2].
- Marc Rouvillois (1903-1986), libéré en 1941, libérateur de Strasbourg en 1944
- Jean Sicurani (1915-1977), libéré en avril 1945, diplômé de l'ENFOM, gouverneur, préfet, ambassadeur
- Robert Stoeffler (1917-2001), Chimiste[39], .
- Pierre Widmer (1912-1999), pasteur.
- Jacques de Witasse [10]

### Archéologues
- Louis-René Nougier,
- Charles Potut, chercheur sur le Néolithique, charentais,
- Abbé P. Mouton, chercheur en Haute-Marne,
- Pierre Dollé,

## Archives
Les archives du Centre d'entraide de l'Oflag IV-D créé en septembre 1942, devenu en septembre 1945 l'Amicale des anciens prisonniers de l'Oflag IV-D, ont été versées aux Archives nationales.